# Арифметика добра
«Арифметика добра» — негосударственный благотворительный фонд, занимающийся системным решением проблемы сиротства в России.

## Общие сведения
Фонд основан в марте 2014 года как институция, которая соберёт вокруг себя активистов и выступит против проблем, связанных с сиротством. Фонд помогает детям-сиротам и приемным семьям. Приоритетные направления работы — содействие семейному устройству детей-сирот, социализация и адаптация воспитанников детских домов, обучение потенциальных приемных родителей и психологическая поддержка приемных семей. География помощи — Москва и 35 регионов России.
Программная деятельность фонда ведётся в двух основных направлениях:
Направление «Семья» состоит из программ «Клуб приемных семей», «Содействие семейному устройству», проектов «Ресурсные родители» и «Семьи кризисного размещения». В рамках программы «Содействие семейному устройству» фонд проводит школу приемных родителей.
Направление «Дети» состоит из программы «Наставники», программы «Шанс» и проекта «Выпускники».
Консультационный центр фонда оказывает психологическую поддержку и работает для всех членов приемных семей и кандидатов в приемные родители.
В 2020 году фонд принял стратегию развития до 2024 года, которая определила ещё одно направление работы — поддержку кровных семей в кризисных ситуациях.
Фонд является членом коалиции «Семья с рождения» и проекта «ЗНАЧИМ!».
Около трети годового бюджета «Арифметика добра» получает от основателя Романа Авдеева, ещё две трети поступают в результате фандрайзинговой деятельности фонда от частных доноров, юридических лиц и грантов.

## Программы помощи детям-сиротам

### «Шанс»
Комплексная образовательная программа, которая помогает воспитанникам и выпускникам детских домов закрепить школьные знания и подготовиться к экзаменам на занятиях с репетиторами, к самостоятельной жизни на тренингах по жизнестойкости, определиться с карьерными целями на профориентационных встречах. За пять лет работы программы фонд провёл более 165 000 онлайн-уроков для детей-сирот.

### «Наставники»
Программа готовит наставников для подростков — воспитанников и выпускников детских домов, обучает кандидатов в наставники, формирует пары наставник-подопечный и сопровождает пару на протяжении длительного периода — не менее года. Цель наставника — подготовить подростка к самостоятельной жизни после выпуска из детского дома. За период действия программы фонд обучил более 800 наставников и создал более 200 наставнических пар.

## Программы помощи приемным семьям

### Однократное семейное устройство
Фонд помогает найти родителей для детей трудноустраиваемых категорий – подростков и сиблингов, адресно подбирая семьи в зависимости потребностей ребенка и компетенций родителей.

### Клуб приёмных семей
Открыт в 2014 году. Специалисты клуба работают с приемными родителями, приемными и кровными детьми и другими членами приемных семей: организуют совместные мероприятия, проводят обучающие тренинги и вебинары для развития родительских компетенций, помогают приемным подросткам обрести почву под ногами и встретить единомышленников в подростковом клубе. География присутствия — Москва и ещё 11 регионов России: Владимирская, Саратовская, Воронежская, Томская, Орловская и Пензенская области, республики Татарстан, Удмуртия, Коми, Башкортостан, г. Новокузнецк. Частью программы также является проект «На равных», в рамках которого опытные приемные родители, прошедшие обучение в фонде, в формате закрытых групп оказывают поддержку приемным семьям. Группы работают в очном и онлайн-формате.

### Школа приемных родителей
Начала свою работу в 2016 году. Школа ориентирована на подготовку кандидатов, желающих принять в семью детей подросткового возраста.

### Проект «Ресурсные родители»
Ориентирован на приемных родителей, готовых принимать в семьи подростков и сиблингов. Особенность проекта в том, что не ребёнок подбирается под запросы родителей, а родители — под потребности и особенности ребёнка. Фонд регулярно проводит для участников проекта образовательные мероприятия, а психологи поддерживают семьи в периоды кризисов.

### Проект «Семьи кризисного размещения»
Создан, чтобы помочь ребенку в ситуации вынужденного разлучения с кровной семьей и предотвратить размещение детей без статуса сирот в больницах и приютах. Для этого вместо учреждений дети помещаются во временную семью, а кровной семье ребенка специалисты помогают восстановиться и выйти из трудной жизненной ситуации. Реализуется в Новой Москве, Троицком и Новомосковском административных округах, а также прилегающих районах ЮЗАО в сотрудничестве с Таганским детским фондом при содействии Департамента труда и социальной защиты города Москвы в ТиНАО.

## Консультационный центр[10]
Оказывает психологическую поддержку приемным семьям и кандидатам в приемные родители. Психологи, нейропсихологи и логопеды фонда безвозмездно помогают членам приемных семей пройти через кризисы и восстановить гармонию в семье.

## Просвещение
Направление «Просвещение» фонда работает для того чтобы открыто рассказывать о проблеме сиротства и важности семейного воспитания; разрушать мифы и стереотипы о детях, оставшихся без попечения родителей; формировать культуру благотворительности в стране.
В рамках направления фонд работает с широкой аудиторией при помощи сайта, социальных сетей, размещений в СМИ, коллабораций с медийными лицами и запуска просветительских акций.
Крупные кампании, в которых принял участие фонд: 

### Фильмы о сиротстве
«Мама, я убью тебя»
В мае 2020 года вышли вторая и третья части документального фильма «Мама, я убью тебя» Елены Погребижской. Это послесловие о том, что стало с героями первого фильма, снятого в 2013 году. Фонд сотрудничал с автором фильма и содействовал выпуску второй и третьей части. 
«Недетский дом»
Специалисты фонда участвовали в подготовке к съемкам полнометражного художественного фильма «Недетский дом» — социальной драмы о губительности сиротских учреждений и важности семейного воспитания для детей, оставшихся без попечения родителей.

### Социальные кампании
«Это не детство, когда нет семьи»
Фонд вместе с агентством Better запустил в поддержку фильма «Недетский дом» социальную кампанию «Это не детство, когда нет семьи». Цель кампании — популяризировать приемное родительство в стране. В рамках кампании был создан ролик, в основу которого легли кадры фильма «Недетский дом». Озвучил видео актёр театра и кино Сергей Безруков. Ролик транслировался на ТВ, через digital-каналы и цифровую наружную рекламу.
«Взрослый мир. Это не просто»
Телеканал ТНТ и проект «Территория КИТ» при поддержке фонда записали обучающие ролики, рассказывающих о сложностях, с которыми сталкиваются выпускники детских домов. Идея проекта — не только научить, но и привлечь внимание общества к проблеме: то, что нам кажется простым и очевидным, для детей-сирот может быть настоящим открытием. В проекте приняли участие Марина Кравец, Нурлан Сабуров, Юлия Ахмедова, Ирина Мягкова, Николай Наумов, Анна Хилькевич, Дмитрий Шепелев, Валентина Мазунина, Антон Жижин и Игорь Ознобихин.
Социальная кампания стала победителем премии «Лучшие социальные проекты России» в категории «Социальный маркетинг» и был отмечен наградой ежегодной премии Digital Communication Awards в категории «КСО-коммуникации».

### Обучающие видео
В 2020 году фонд выпустил ликбез по приёмному родительству — курс из 16 бесплатных видеолекций от психологов, специалистов по детско-родительским отношениям, кризисам поведения и сиротству. Цель курса — рассказать потенциальным приемным родителям об особенностях детей-сирот, с которыми они могут столкнуться, когда примут в семью ребенка: травме и проживании горя, этапах и кризисах возрастного развития, последствиях разрыва с кровной семьей и жестокого обращения, кровных родственниках и тайне усыновления.

## Работа с государством (GR)
Для того, чтобы системно менять ситуацию с сиротством в стране, фонд принимает участие в деятельности консультативных органов при государственной власти (GR). 
В 2022 году директор фонда Наиля Новожилова в рамках направления «Работа с государство» принимала участие:
- В Совете при Правительстве РФ по вопросам попечительства в социальной сфере;
- Общественном совете при уполномоченном при президенте РФ по правам ребенка;
- Комиссии по регулированию вопросов обеспечения жилыми помещениями детей-сирот при Министерстве строительства и жилищно-коммунального хозяйства Российской Федерации;
- Рабочей группе по вопросам защиты прав ребенка на воспитание в семье на базе ресурсного центра по вопросам опеки и попечительства «Содействие» Департамента

труда и соц. защиты населения г. Москвы;
- Экспертном совете Комитета по молодежной политике Государственной Думы.

В фокусе внимания были:
1. Помощь кровным семьям в трудной жизненной ситуации:
2. Возможность временного семейного устройства (преимущественного в семьи кровных родственников) через институт предварительной опеки для детей, родители которых временно не могут исполнять свои обязанности.
3. Деинституционализация детей от 0 до 4 лет — предотвращение размещения детей в возрасте до четырех лет в учреждениях.

Фонд провел анализ девяти проектов правовых актов, касающихся защиты и реализации прав детей-сирот в России, и представил экспертные заключения в федеральные и региональные органы власти.

## Партнеры
Программную деятельность фонда поддерживают Московский кредитный банк, Chery, Русал, Магнит, Синергия, СД ВСК, ЕВРОИНС, ДРТ, БФ «Нужна помощь», VK Добро, ФПГ, Татнефть, БФ "Абсолют-Помощь", БФ "ВТБ-Страна", БФ CSS, Беговое сообщество.
С 2015 по 2019 год компания SAP, ее партнеры и фонд «Арифметика добра» провели пять благотворительных забегов Run live. Run with SAP.
В рамках Чемпионата мира по хоккею—2016 компания Pirelli совместно с фондом провела познавательно-развлекательное мероприятие для детей из кировского и московского детских домов.
В 2016 году фонд «Арифметика добра» стал официальным благотворительным партнёром Московского Марафона.

## Ситуация c признанием телеканала «Дождь» иностранным агентом
В 2021 году РИА «Новости» сообщило со ссылкой на некий собственный источник в одном из российских ведомств, что признание телеканала «Дождь» иностранным агентом в России случилось в том числе из-за того, что он получал финансирование через благотворительный фонд «Арифметика добра» от Stonex Financial LTD и Fondation D’enterprise Sanofi ESP. Комментируя данную ситуацию, генеральный директор и совладелец телеканала «Дождь» Наталья Синдеева пояснила, что сам фонд «Арифметика добра», занимаясь проблемами сирот, не является иностранным агентом, а средства, полученные телеканалом от благотворительного фонда, были истрачены на создание и размещение графических заставок, выпущенных в эфир ко Дню защиты детей.

## Награды
Школа приёмных родителей фонда «Арифметика добра» на Московской городской премии удостоилась награды «Крылья аиста» в 2017 и 2018 годах. В 2020 году благотворительный проект «Щедрый вторник», проведённый фондом «Арифметика добра» при поддержке МТС Банк, получил премию FinAward’19 в номинации «социальный проект». В мае 2023 года социальный ролик «Это не детство, если нет семьи» стал победителем Национальной премии интернет-контента Института развития интернета (ИРИ) в номинации «Лучший видеоконтент до 3-х минут». В 2023 году директор фонда Наиля Новожилова получила благодарность за вклад в работу Совета при Правительстве РФ от Т.А. Голиковой.